# Марк Попіллій Ленат (консул 139 року до н. е.)
Марк Попі́ллій Лена́т (лат. Marcus Popillius Laenas, ? — після 137 до н. е.) — політичний та військовий діяч часів Римської республіки, консул.

## Життєпис
Походив з плебейського роду Попілліїв. Син Марка Попіллія Лената, консула 173 року до н. е. Про молоді роки немає відомостей. 
У 154 році до н. е. за наказом сенату розслідував у Лігурії скарги громадян міста Массілія. У 146 році до н. е. був у складі посольства до Коринфа, столиці Ахейського союзу. Втім римляни були вигнані, що призвело до штурму та пограбування Коринфу.
У 139 році до н. е. його обрано консулом разом з Гнеєм Кальпурнієм Пізоном. Як провінцію отримав Ближню Іспанію та наказ продовжити війну з Нумансією. По прибуттю до місця Ленат дізнався щодо угоди Квінта Помпея з кельтіберами. Втім Попіллій виявив різне тлумачення цієї угоди. Тому він відіслав нумансійців до Риму, де Римський сенат повинен був вирішити розбіжності між ними і Помпеєм. Вест цей час Ленат вимушений бути бездіяльним. Утім союз Попілліїв з Фульвіями, що мали вплив у сенаті, призвели до подовження повноважень Марка Попіллія Лената. Восени того ж року прийшла звістка про відмову сенату ратифікувати угоду. З огляду на це Марк Попіллій розпочав штурм Нуманції, але внаслідок власної нерішучості не зміг досягти певного успіху, а під час відступу зазнав поразки.
Взимку 139–138 років до н. е. діяв проти лузонів у Верхній Кельтіберії, втім й тут без досягнень. Навесні 137 році до н. е., чекаючи на прибуття Гая Гостілія Манціна, спробував ще раз завдати поразки кельтіберам, але марно. По поверненні до Риму Марка Попіллія Лената розкритикували за невдачі. Про подальшу долю його немає відомостей.